# Aserbajdsjans Nationalhelt
Aserbajdsjans Nationalhelt (aserbajdsjansk: Azərbaycan milli qəhrəmanı) er en aserbajdsjansk orden. Udmærkelsen blev indstiftet 25. marts 1992 af Aserbajdsjans præsident. Den, som hædres med ærestitlen, modtager samtidig et synligt tegn på dette. Æresbevisningen tildeles af Aserbajdsjans præsident. Den er Aserbajdsjans fornemste udmærkelse. Orden kan gives posthumt, hvis modtageren er faldet i aktiv tjeneste.
Æresbevisningen Aserbajdsjans National Helt har udmærkelsen Sovjetunionens Helt som forbillede.

## Insignier
Den, som hædres med titlen Aserbajdsjans Nationalhelt, modtager samtidig et ordenstegn i form af en mangesidet, ottetakket guldstjerne ophængt i et bånd delt i grønt, rødt og blåt. Farverne i båndet er at finde i Aserbajdsjans flag. Ordenstegnet er direkte baseret på det, som fulgte med æresbevisningen Sovjetunionens Helt.